# Laperche
Laperche ist eine französische Gemeinde mit 141 Einwohnern (Stand 1. Januar 2022) im Département Lot-et-Garonne in der Region Nouvelle-Aquitaine (vor 2016: Aquitanien). Die Gemeinde gehört zum Arrondissement Marmande und zum Kanton Le Val du Dropt.
Der Name der Gemeinde leitet sich vom lateinischen podium ab, das in diesem Zusammenhang „kleine Anhöhe“ bedeutet.
Die Einwohner werden Laperchois und Laperchoises genannt.

## Geographie
Laperche liegt ca. 20 Kilometer ostnordöstlich von Marmande und ca. 30 Kilometer nordwestlich von Villeneuve-sur-Lot in der historischen Provinz Agenais.
Umgeben wird Laperche von den fünf Nachbargemeinden:
|                            | Lavergne                                    |           |
| Armillac                   | Kompassrose, die auf Nachbargemeinden zeigt | Tombebœuf |
| Saint-Barthélemy-d’Agenais | Tourtrès                                    |           |

Laperche liegt im Einzugsgebiet des Flusses Garonne.
Die Canaule, ein Nebenfluss des Trec de la Greffière, durchquert Laperche zusammen mit ihrem Nebenfluss, dem Ruisseau de la Forêt, der an seinem Oberlauf auch Ruisseau de la Canaule de Moirax genannt wird und in Laperche entspringt. Der Ruisseau du Saut du Loup, ein Nebenfluss der Dourdenne, entspringt ebenfalls auf dem Gebiet der Gemeinde.

## Geschichte
Das Gebiet der Gemeinde wurde in gallorömischer Zeit besiedelt. Im Mittelalter war Laperche Sitz eines Gerichtsbezirks, der sich über mehrere Pfarrgemeinden erstreckte.

## Einwohnerentwicklung
Nach Beginn der Aufzeichnungen stieg die Einwohnerzahl bis zur Mitte des 19. Jahrhunderts auf einen Höchststand von rund 465. In der Folgezeit sank die Größe der Gemeinde bei kurzen Erholungsphasen, bis sie sich in den 1990er Jahren auf einem Niveau von rund 130 Einwohnern stabilisieren konnte.
| Jahr      | 1962 | 1968 | 1975 | 1982 | 1990 | 1999 | 2006 | 2011 | 2022 |
| --------- | ---- | ---- | ---- | ---- | ---- | ---- | ---- | ---- | ---- |
| Einwohner | 196  | 158  | 143  | 150  | 125  | 125  | 122  | 133  | 141  |

## Sehenswürdigkeiten

### Pfarrkirche Saint-Gervais
Sie wurde im 19. Jahrhundert im Zentrum des Weilers Laperche erbaut an der Stelle der Kapelle der früheren Burg aus dem 12. Jahrhundert.

### Pfarrkirche Saint-Blaise
Sie wurde im 15. Jahrhundert im Weiler Moirax, dem heutigen Zentrum der Gemeinde, errichtet und im 18. Jahrhundert umgestaltet.

### Schloss Laperche
Das Anwesen wurde in den Jahren 1259 und 1270 in den Schriften erwähnt. Im 16. Jahrhundert gelangte es in die Hände der mächtigen Familie Albret. Jeanne d’Albret (1528–1572), Königin von Navarra und Mutter des späteren französischen Königs Heinrich IV., nutzte das Gebäude als Jagdschloss. In der Folge wurde der mittelalterliche Bau durch das Schlossgebäude ersetzt, das heute zu sehen ist. Der große Wohntrakt wurde auf einer Terrasse errichtet, deren Mauerwerksverband aus Werksteinen wahrscheinlich auf das 13. Jahrhundert zurückgeht. Rund um das Schloss erstreckt sich ein weiter Park von 90 Hektar, der sich auch heute noch als ein Jagdrevier mit Palombièren präsentiert. Das Schloss ist heute in Privatbesitz und der Öffentlichkeit nicht zugänglich.

## Wirtschaft und Infrastruktur
Die Landwirtschaft ist der wichtigste Wirtschaftsfaktor der Gemeinde.

### Verkehr
Laperche ist erreichbar über die Routes départementales 266 und 667, die ehemalige Route nationale 667.